# Assignan
Assignan (en occitano Assinhan) es una localidad y comuna francesa, situada en la región de Occitania, departamento de Hérault, en el distrito de Béziers y cantón de Saint-Pons-de-Thomières.
Sus habitantes se denominan con el gentilicio en francés Assignanais.

## Geografía

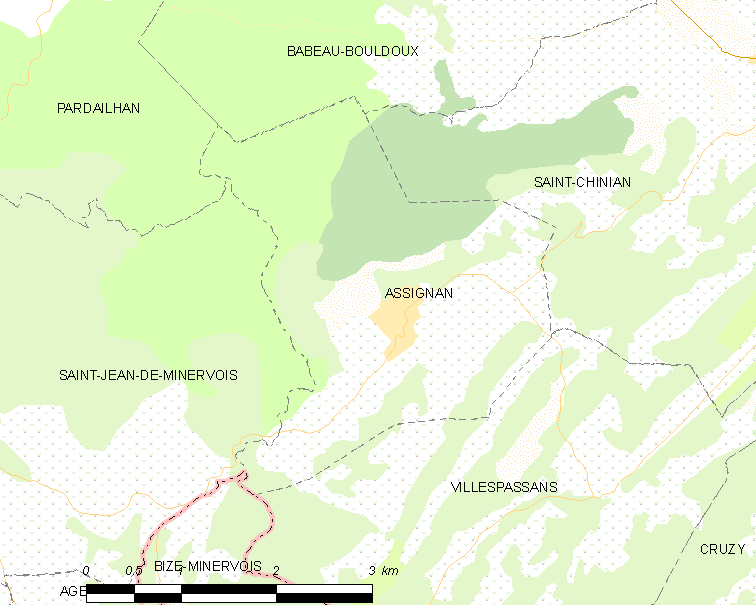
Mapa

## Administración
Lista de alcaldes sucesivos
(marzo de 2001-) Monique Estrabaut 

## Demografía
| 128 | 162 | 118 | 117 | 145 | 168 |
| Para los censos de 1962 a 1999 la población legal corresponde a la población sin duplicidades (Fuente: INSEE [Consultar]) |     |     |     |     |     |

## Galería

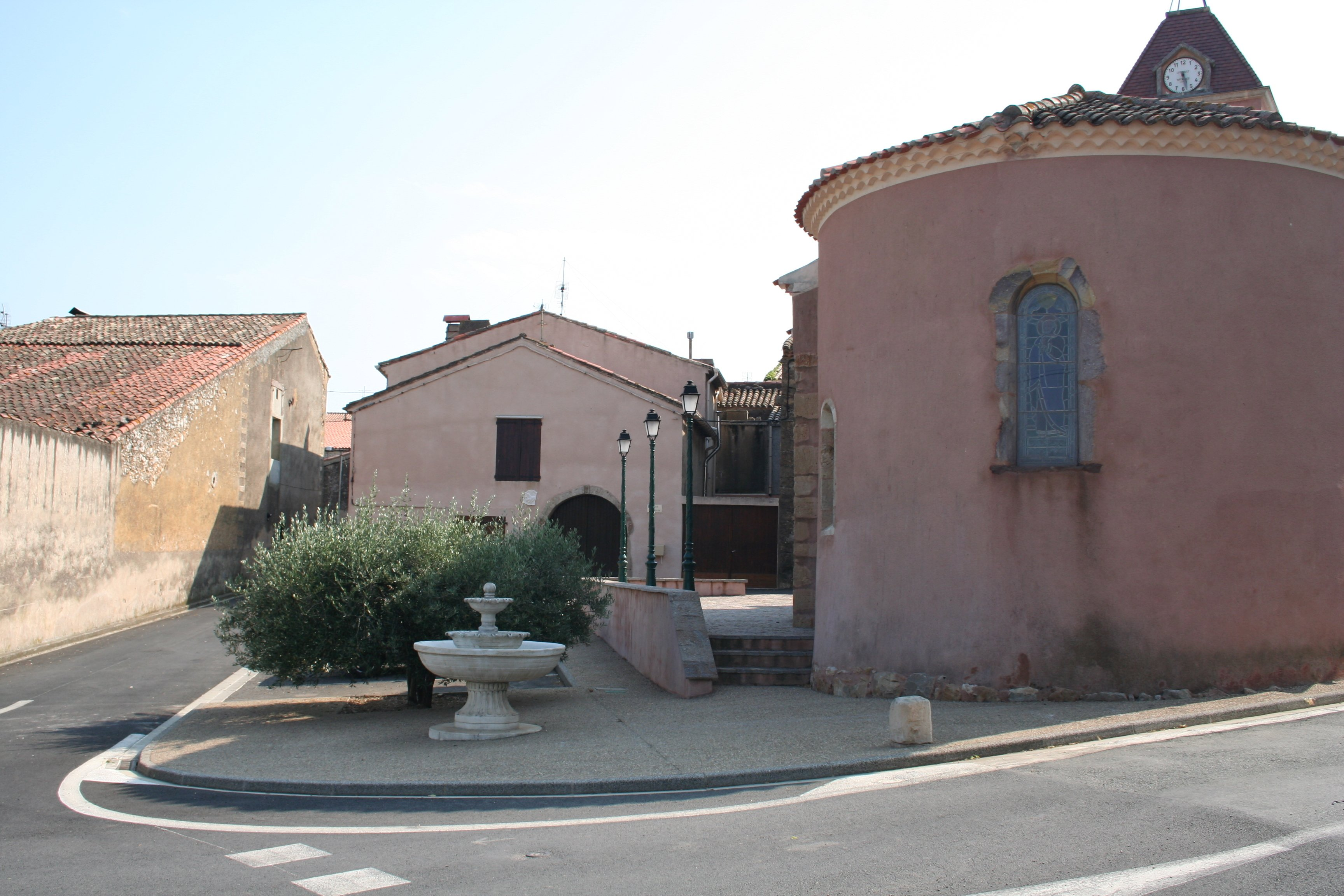
Plaza e iglesia.
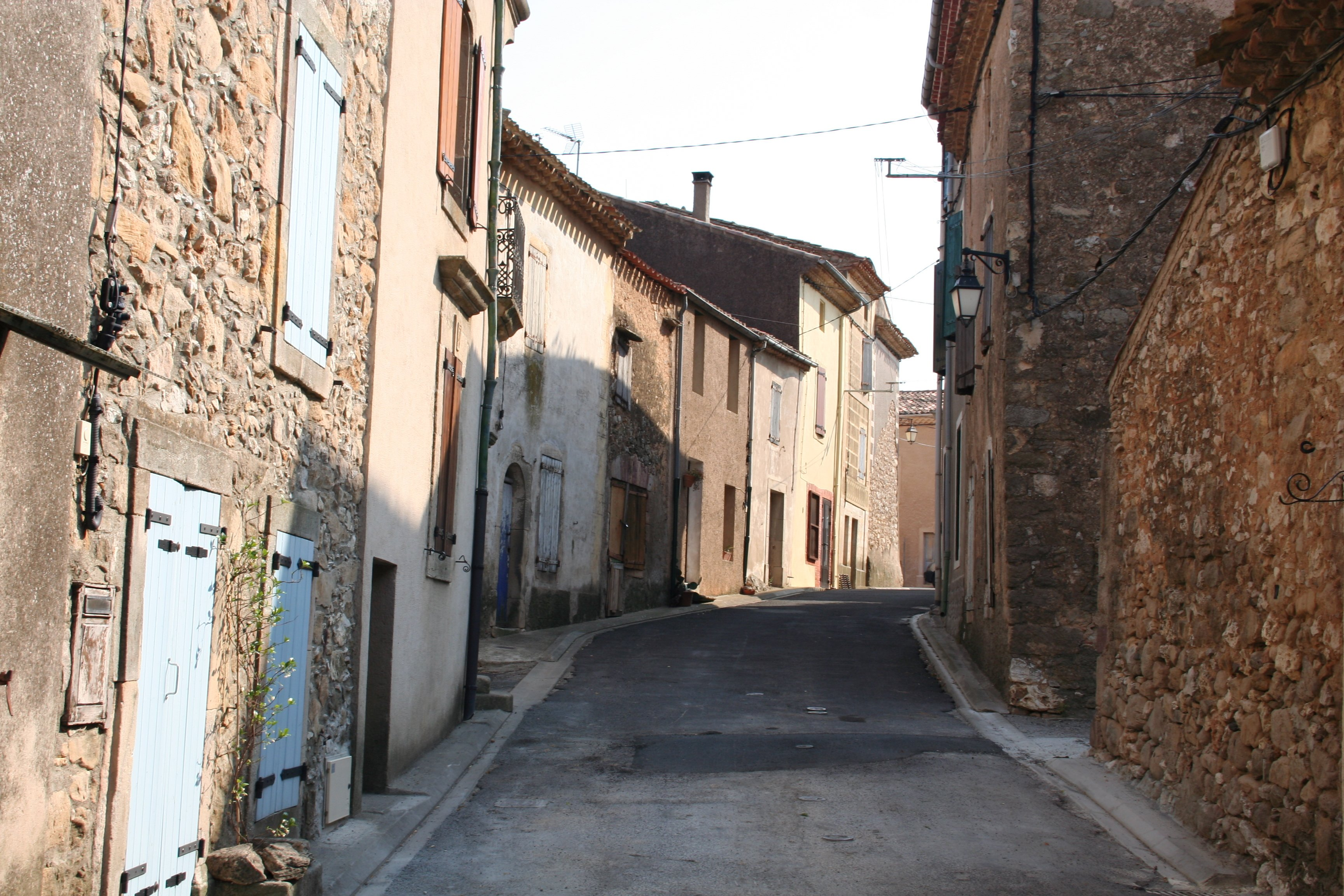
Callejuela de Assignan.
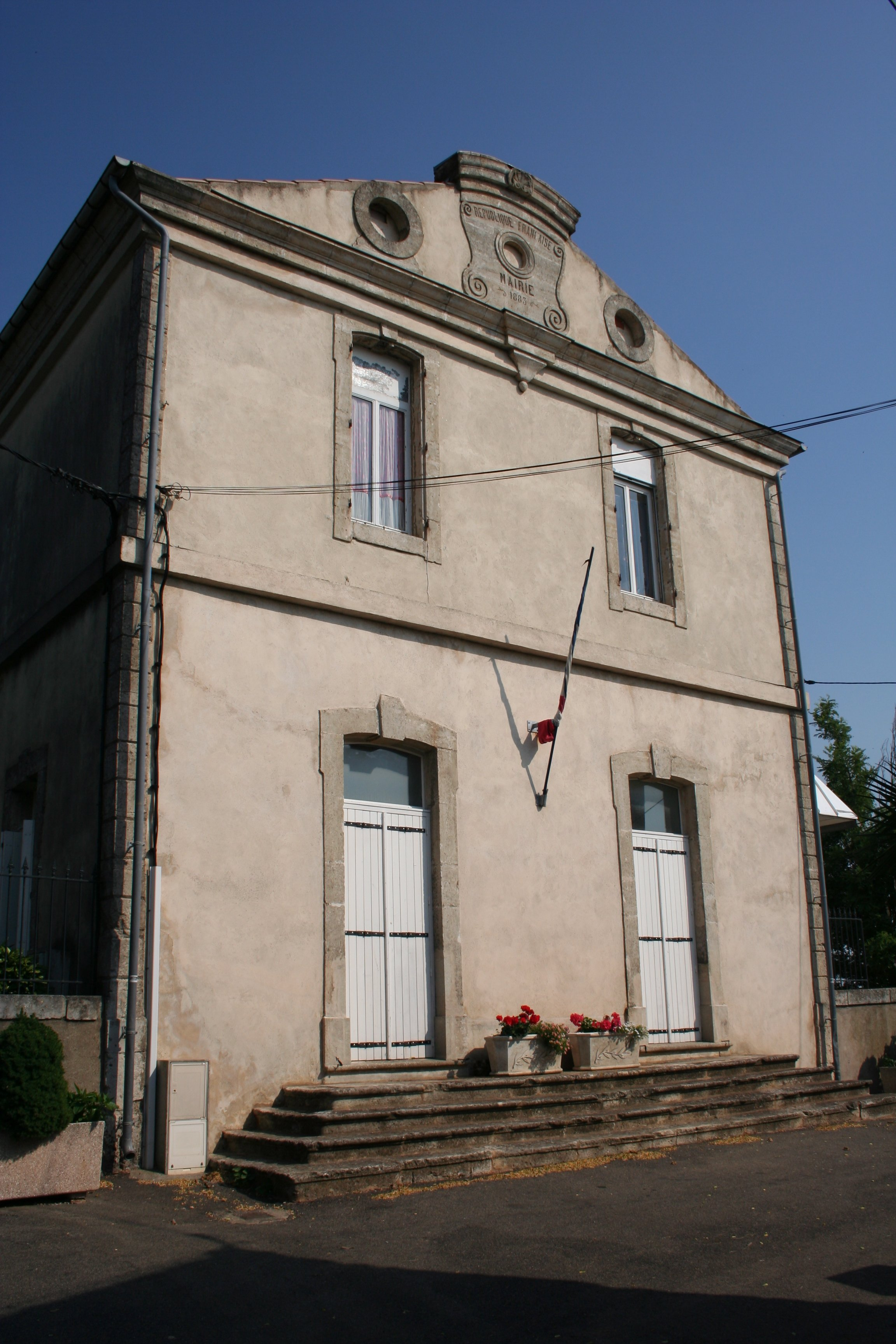
Alcaldía de Assignan.